# Englisches Haus (Danzig)

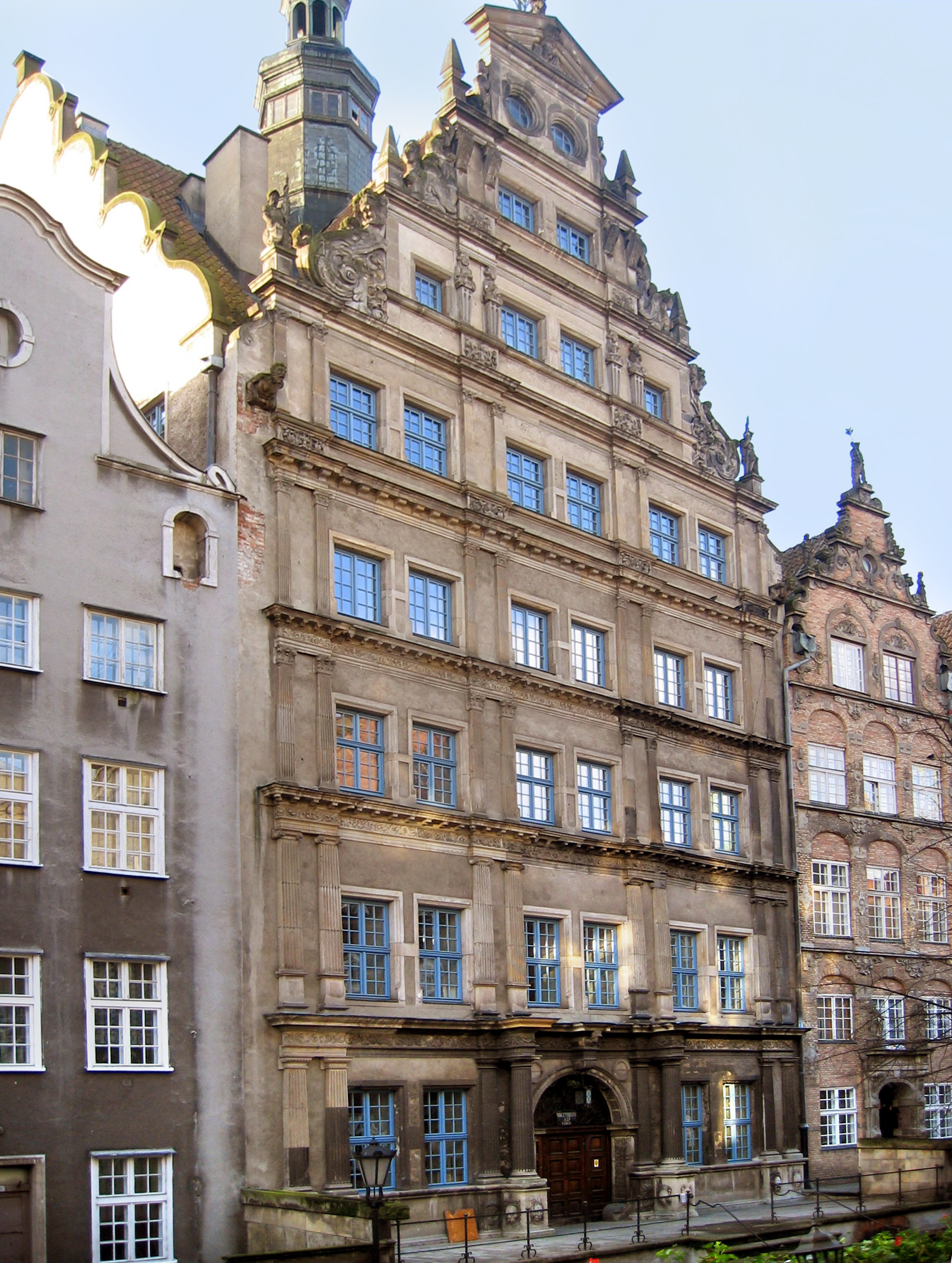
Das Englische Haus

Das Englische Haus ist eines der größten und höchsten Bürgerhäuser von Danzig. Es wurde an der Brotbänkengasse (ulica Chlebnicka 13/16) 1568–1570 von Hans Kramer (Baumeister) für den Bauherrn Dirk Lylge errichtet. Die Renaissancefassade misst 15,5 m Breite und 30 m Höhe. Die Fassade hat fünf Stockwerke mit je sechs gepaarten Fenstern und zusätzlich drei Stockwerke im Giebel. 
Die Fassade und die vergoldeten Statuen römischer Reiter waren das Werk von Wilhelm Jacobsen aus Brüssel. Der Eingang war in der Form eines Triumphbogens gestaltet. 
Der Bauherr war gezwungen das Haus 1572 wegen Bankrotts zu verkaufen. Es wechselte mehrmals die Besitzer, wurde u. a. von englischen Kaufleuten als Treffpunkt benutzt, daher der Name. Seit 1722 diente es als Gasthof, im neunzehnten Jahrhundert als Hotel. Am Anfang des 20. Jahrhunderts war das Haus zum Abbruch bestimmt, wurde durch Auskauf aus Privathänden gerettet. Nach der Zerstörung 1945 blieben nur die unteren Partien der Fassade übrig. Das Haus wurde in den 1970er Jahren wiederaufgebaut und beherbergt die grafische Fakultät der Danziger Kunstakademie sowie ein Studentenheim. 